# Max Schröder (Journalist)
Max Robert Paul Schröder (* 16. April 1900 in Lübeck; † 14. Januar 1958 in Ost-Berlin) war ein deutscher Journalist und Verlagslektor.

## Leben
Max Schröder war ein Sohn des Rechtsanwalts Max Paul Hermann Schröder und der Anna Maria Adele Elten, er hatte eine Schwester. Nach Notabitur 1917 am altsprachlichen Katharineum und Militärdienst im Jahr 1918, absolvierte er ab Mai 1918 bis 1924 ein Studium der Kunstgeschichte und Klassischen Philologie in Rostock, Freiburg, München, Berlin und Göttingen. 1932 trat er der KPD bei. Er emigrierte 1933 nach Frankreich und lebte in Paris. Er arbeitete mit am Braunbuch gegen den Reichstagsbrandprozess und leitete die Deutsche Freiheitsbibliothek. Von 1936 bis 1939 war er Geschäftsführer der „Deutsche Informationen“ („Nouvelles d’ Allemagne“). Mit Beginn des Zweiten Weltkriegs wurde er in Frankreich und Marokko interniert. 1941 konnte er von Marseille aus in die USA fliehen. Schröder lebte von 1941 bis 1946 in New York und war anonymer Chefredakteur der Zeitschrift The German-American. 1945 heiratete er die amerikanische Journalistin Edith Anderson. Er kehrte 1946 nach Deutschland zurück und lebte in Berlin. 1947 folgte ihm seine Frau nach Berlin. Er trat 1947 der SED bei und wurde im gleichen Jahr Cheflektor des Berliner Aufbau-Verlags. Schröder war als Verlagsmitarbeiter einflussreicher Vermittler der Exilliteratur, bereitete die Herausgabe von Klassikerausgaben vor und prägte maßgeblich das Profil des Aufbau-Verlags. 1956 wurde Schröder Mitglied des deutschen PEN-Zentrums Ost und  West. 1957 erhielt er den Lessing-Preis der DDR.
Seine Urne wurde auf dem Zentralfriedhof Berlin-Friedrichsfelde in der Gräberanlage für Opfer des Faschismus und Verfolgte des Naziregimes beigesetzt.

## Selbstreflexion
„Ich stützte mich auf die ideologischen Auseinandersetzungen mit den Irrlehren des Hitlerfaschismus … und, zum anderen, auf die daraus gewonnene Einsicht in die Bedeutung der Klassik für die Gegenwart. Vom ersten Tag an ging es um den Standpunkt des Realismus.“

## Schriften
- Von hier und heute aus. Berlin: Aufbau 1957 (Auswahl seiner „kritischen Publizistik“)